# Hochfelden (Bajo Rin)
Hochfelden (en alsaciano Hohfalde) es una comuna nueva francesa situada en el departamento de Bajo Rin, de la región de Gran Este.

## Historia
Fue creada el 1 de enero de 2017, en aplicación de una resolución del prefecto de Bajo Rin de 30 de junio de 2016 con la unión de las comunas de Hochfelden y Schaffhouse-sur-Zorn, pasando a estar el ayuntamiento en la antigua comuna de Hochfelden.

## Demografía
| Gráfica de evolución demográfica de Hochfelden entre 1800 y 2014 |
|                                                                  |

Los datos entre 1800 y 2014 son el resultado de sumar los parciales de las dos comunas que forman la nueva comuna de Hochfelden, cuyos datos se han cogido de 1800 a 1999, para las comunas de Hochfelden y Schaffhouse-sur-Zorn de la página francesa EHESS/Cassini. Los demás datos se han cogido de la página del INSEE.

## Composición
| Comuna               | Código INSEE | Población (2013) | Superficie (km²) | Densidad (hab./km²) |
| -------------------- | ------------ | ---------------- | ---------------- | ------------------- |
| Hochfelden           | 67202        | 3516             | 12.09            | 291                 |
| Schaffhouse-sur-Zorn | 67439        | 405              | 3.67             | 110                 |